# Ахала
Ахала (Ahala) са фамилия от патриции gens Сервилии в Древен Рим. От този род е и името Структ Алиала (Structus Aliala), произлизащо от Ahalae и Structi Ahalae.
- Гай Сервилий Структ Ахала, консул 478 пр.н.е.[2]
- Гай Сервилий Ахала, легендарен римски герой от 5 век пр.н.е., началник на конницата от 439 пр.н.е.
- Гай Сервилий Структ Ахала, консул 427 пр.н.е.[3]
- Гай Сервилий Структ Ахала, военен трибун 408 пр.н.е. и magister equitum същата година с диктатор Публий Корнелий Руцил Кос; военен трибун 407 пр.н.е. и 402 пр.н.е.[4]

- Квинт Сервилий Ахала, консул 365 пр.н.е., 362 пр.н.е.; диктатор 360 пр.н.е., interrex 355 пр.н.е.; magister equitum 351 пр.н.е.; консул 342 пр.н.е., в началото na първата самнитска война. [5]